# Beroe penicillata
Beroe penicillata är en kammanetart som först beskrevs av Mertens 1833. Beroe penicillata ingår i släktet Beroe, och familjen Beroidae. Inga underarter finns listade i Catalogue of Life.